# Manfred Geissler
Manfred Geissler (Altenmarkt an der Alz, 10 de enero de 1971) es un expiloto de motociclismo alemán, que compitió en el Campeonato del Mundo de Motociclismo desde 1993 hasta 1997.

## Biografía
Su primer éxito importante fue el Campeonato nacional alemán de 125cc de 1993. Posteriormente, debuta en el Mundial de 1993 corriendo las pruebas de la temporada con dos motos diferentes y donde obtiene sus primeros puntos (10.º en el GP de Estados Unidos). En  1994 se convierte en el titular de una Aprilia y ocupa el puesto 25 en el campeonato con 9 puntos. El 1996 es su mejor año en términos de puntos anotados, sumando 54 al final de la temporada con un quinto lugar como el mejor resultado en carrera. En el Gran Premio de Alemania se califica por primera vez en la primera fila y gana su primer y único podio en el campeonato mundial por detrás de Valentino Rossi y Yoshiaki Katoh). Al final de la misma temporada, concluye su experiencia en el campeonato mundial.

## Resultados en el Campeonato del Mundo
Sistema de puntuación de 1993 hasta 2022:
| Posición | 1.º | 2.º | 3.º | 4.º | 5.º | 6.º | 7.º | 8.º | 9.º | 10.º | 11.º | 12.º | 13.º | 14.º | 15.º |
| Puntos   | 25  | 20  | 16  | 13  | 11  | 10  | 9   | 8   | 7   | 6    | 5    | 4    | 3    | 2    | 1    |

| Año  | Clase | Moto            | 1       | 2       | 3      | 4       | 5      | 6       | 7       | 8      | 9      | 10      | 11     | 12     | 13      | 14      | 15      | Pts. | Pos. |
| ---- | ----- | --------------- | ------- | ------- | ------ | ------- | ------ | ------- | ------- | ------ | ------ | ------- | ------ | ------ | ------- | ------- | ------- | ---- | ---- |
| 1993 | 125cc | Aprilia y Honda | AUS 17  | MAL 17  | JPN -  | SPA -   | AUT -  | GER -   | NED -   | EUR -  | RSM -  | GBR 23  | CZE 20 | ITA 20 | USA 10  | FIM Ret |         | 6    | 30.º |
| 1994 | 125cc | Aprilia         | AUS 20  | MAL 16  | JPN 14 | SPA Ret | AUT 21 | GER Ret | NED Ret | ITA 20 | FRA 16 | GBR 16  | CZE 10 | USA 15 | ARG Ret | EUR 20  |         | 9    | 25.º |
| 1995 | 125cc | Aprilia         | AUS Ret | MAL Ret | JPN 13 | SPA Ret | GER 7  | ITA 10  | NED 13  | FRA 17 | GBR 7  | CZE 11  | BRA 19 | ARG 16 | EUR Ret |         |         | 35   | 15.º |
| 1996 | 125cc | Aprilia         | MAL Ret | IND Ret | JPN 5  | SPA 12  | ITA 10 | FRA 11  | NED 8   | GER 9  | GBR 20 | AUT 10  | CZE 16 | IMO 9  | CAT -   | BRA 16  | AUS Ret | 54   | 16.º |
| 1997 | 125cc | Honda / Aprilia | MAL 18  | JPN 23  | SPA 17 | ITA 17  | AUT 13 | FRA Ret | NED 12  | IMO 16 | GER 3  | BRA Ret | GBR 12 | CZE 13 | CAT -   | INA Ret | AUS 15  | 31   | 16.º |

| Color     | Resultado                                                               |
| --------- | ----------------------------------------------------------------------- |
| Oro       | Ganador                                                                 |
| Plata     | 2.ª plaza                                                               |
| Bronce    | 3.ª plaza                                                               |
| Verde     | Finalizó en los puntos                                                  |
| Azul      | Finalizó sin puntos                                                     |
| Azul      | NC - No clasificado                                                     |
| Violeta   | Ret - No terminó (Carrera)                                              |
| Rojo      | DNQ - No se clasificó                                                   |
| Negro     | DSQ - Descalificado                                                     |
| Blanco    | DNS - No empezó (carrera)                                               |
| Blanco    | WD - Retirado (fin de semana)                                           |
| Blanco    | C - Carrera cancelada                                                   |
| Sin color | DNP - Inscrito pero no participó                                        |
| Sin color | INJ - Lesionado                                                         |
| Sin color | EX - Excluido                                                           |
| Estado    | Resultado                                                               |
| Negrita   | Pole position                                                           |
| Cursiva   | Vuelta rápida                                                           |
| †         | Abandona, pero clasifica al completar el porcentaje requerido para ello |